# 痛快!河内山宗俊
『痛快!河内山宗俊』（つうかい! こうちやまそうしゅん）は、1975年10月6日から1976年3月29日までフジテレビで全26回が放送された娯楽時代劇。製作は勝プロダクション。

## 概要
1974年のテレビ作品『座頭市物語』で気を吐いた勝新太郎が新たなる飛躍を目指して、自ら率いる勝プロの製作で主演した作品。勝の実兄の若山富三郎が勝演じる河内山宗俊を陰ながら支える北町奉行の遠山左衛門尉景元（金四郎）役で準レギュラーで出演した。
本作の宗俊、直次郎、丑松、市之丞、森田屋の五人は明治期の講釈師・二代目松林伯圓の創作による講談「天保六花撰」に登場する同名の人物を下敷きとしているが個々の人物造形については必ずしもそれを準拠していない。当該の講談には六花撰の一人として、直次郎の馴染みの遊女「三千歳 ~みちとせ~」が登場するが本作はそれに相当する登場人物は存在しない。
本作は作品のジャンルとしては「弱者を苦しめる悪人を主人公たちが懲らしめる」という趣旨の懲悪ものだが、内容的には必ずしも主人公たちが直接的に悪人を成敗するとは限らず、悪人との立ち回り等の描写はあるが最終的には「政治的な手を回して（さらに上の権力により）処分を下させる」「社会的に不利な状況に追い込んで自滅させる」などの方法を取ることが多く、悪人はその結果として「入牢」「追放」などの処分となり、必ずしも命を取られないことが多い。死亡する場合でも、その理由は何らかの刑罰を受けての結果であったり、行く先の身の上を憂いての自害であったりと主人公たちの手によらないものが多い。稀に「懲らしめられた悪人が最終的にどうなったか不明」のまま終了したり、明確な悪人が登場しない回があり、同じ時期に放送した多くの懲悪ものの娯楽時代劇で見られる「正義の主人公が義憤により悪を成敗する」というものとは一線を画した内容となっている。

## あらすじ
時は天保年間。江戸府内においては第12代将軍の徳川家慶が重用する老中首座・水野忠邦が推し進める「天保の改革」が発布され、華美な祭礼や贅沢、奢侈はこと如く禁止された。この定めにより江戸庶民の生活は束縛され不自由を強いられたが、その様な世にあっても権力を笠に力無き者を苦しめる悪は少なくなかった。
しかし、ここにそうした悪に真っ向から挑む男がいた。悪辣な権力者への強請り集りにより金儲けを働く数寄屋坊主の河内山宗俊である。宗俊は心強い仲間たちと共に御定法で裁けぬ悪を時には強請り集りで、時には詐謀偽計を用いて懲らしめ、虐げられる庶民を救うべく縦横無尽の活躍をするのである。

## 登場人物
- 河内山宗俊：勝新太郎

下谷の武家地である練塀小路の武家長屋に住む数寄屋坊主で、幕府内での身分は旗本。剛胆で曲がったことの嫌いな性格だが、一方で金には目がなく悪徳な権力者の弱みを握っては強請り集りを行なうため、幕閣では厄介者扱いされ商人などにもその名は悪名として知れ渡っている。
- お滝：草笛光子（第1 - 7、9、12、14、15、17、18、20、23、26話）

舟宿ちどりの女将。宗俊とは長い付き合いで互いに思いを寄せ合っている。宗俊たちの策謀には関わらないが、稀に公家の女房などの高貴な女に扮して協力することがある。
- 片岡直次郎：ヒデ（第1 - 16、18 - 26話）

宗俊の舎弟で出自は御家人である武士。普段は帯刀せず、町人髷だが必要に応じて武家髷をして帯刀する。口先は達者だが剣の腕は立たず、カナヅチである。
- 暗闇の丑松：火野正平

宗俊の舎弟。百姓の出でお調子者の喧嘩早い男だが、さほど強くはない。宗俊と出会う以前は江戸を根城としたスリの組織に属しており、現在は足を洗ったが必要により、その業を使うことがある。
- お千代：桃井かおり（第1、2、5、7、12、13、16、19、20、21、25、26話）

深川は木場の材木問屋・檜屋の一人娘。勘定奉行神尾備前守の策謀で妾として差し出されるところを自力で逃走。その際にたまたま出会った宗俊たちに助けられた。宗俊の暗躍で備前守が失脚したため舟宿ちどりで働くこととなるが、その後にある事件に巻き込まれた（第12話）ことを切っ掛けに浅草の水茶屋かざりやの茶屋女となる。
- 金子市之丞：原田芳雄（第1 - 3、6、8 - 12、17 - 21、23、24、26話）

越後新発田藩の浪人でなめくじ長屋に住み、独自の行動理念によりその時々の状況で宗俊の敵にも味方にもなる男。酒飲みで気に入った女への手が早いが剣の腕は立ち、多くの場合は宗俊と結託することから宗俊からは「金子市」と呼ばれて頼りにされている。
- 森田屋清蔵：大滝秀治（第4、8、10、16、17、19、22、24 - 26話）

宗俊の後ろ盾を担う豪商で、海産物問屋を営む。本業の裏で異国との密貿易に手を染めているが悪人ではなく、異国の知識や技術・製品なども日本のためには必要という先進的な考えの持ち主で蘭学者などの国外逃亡に助力したこともある。
宗俊とは、その手助けをしたり逆に協力を依頼することもある持ちつ持たれつの間柄。
- 西山玄斉：小松方正 （第1、4、16、26話）

江戸城中において数寄屋坊主の組頭を務める一人で、役席上は宗俊の直属の上司に当たる人物。にも拘らず宗俊の通夜（第1話）の際には香典を一両しか持参しないなど、金には汚い。
宗俊とは旧知の仲で私的には弟分であることから頭が上がらない様子だが、役目柄で仕入れた情報を宗俊に金で売ったりするなど抜け目なく立ち回る。
- 遠山金四郎：若山富三郎（第5、7、25話。第17話は北町奉行所同心の台詞で名前のみ登場）

江戸幕府北町奉行。宗俊とは旧知の仲で時には助力し、時には手駒として使う。稀に町人に身を窶して自ら探索することがある。
- 鳥居耀蔵：岸田森 （第22、26話。第5話は南町奉行所同心の台詞で、第16話は高札の署名で名前のみ登場）

江戸幕府大目付。老中・水野忠邦の配下として忠邦の進める幕政の推進にあたる。
宗俊に対しては良い感情を持っておらず、讒言により忠邦の宗俊への不興を煽り切腹の処罰を下させるが、正式な下命直前で忠邦が翻意した為、刑の執行には至らなかった。
後に南町奉行に転任（第26話）。忠邦の権勢に陰りが生じたのを見て取ると政敵側に寝返り、忠邦の失脚を狙って策を弄する。
- 水野忠邦：山村聡（第1、4、13、22、26話）

江戸幕府老中首座。清濁併せ呑む性質の人物で厄介者とされる宗俊に目を掛け、その申し立てを秘かに取り上げたり、嘘と承知しつつも利用する。
- ナレーター：勝田久

## スタッフ・挿入歌
- 監督：「放送リスト」参照
- 脚本：「放送リスト」参照
- 撮影：宮川一夫、森田富士郎ほか
- 音楽：青山八郎
- 挿入歌：『いつの日か人に語ろう』作詞：有馬三恵子 ／ 作曲：中村泰士 ／ 編曲：あかのたちお ／ 歌：出門英
- 殺陣：楠本栄一
- 現像：東洋現像所
- 企画：久保田生郎、真田正典、中本逸郎、角谷優
- プロデューサー：西岡弘善、吉岡徹
- 製作：勝プロダクション

## 放送リスト
| 話数   | サブタイトル               | 脚本              | 監督     | ゲスト                                                                                        |
| ------ | -------------------------- | ----------------- | -------- | --------------------------------------------------------------------------------------------- |
| 第1話  | 一世一代の大芝居           | 直居欽哉          | 三隅研次 | 名和宏、穂高稔、須藤健、長谷川弘、浅香春彦、中村錦司                                          |
| 第2話  | ねりべい小路がひと肌脱いだ | 東條正年          | 工藤栄一 | 小川知子、江幡高志、遠藤太津朗、成瀬正孝                                                      |
| 第3話  | ここ一番の大勝負           | 笠原和夫          | 黒田義之 | 松山省二、服部妙子、草薙幸二郎、阿藤海、弘松三郎、堀勝之祐、木村元                            |
| 第4話  | 祭ばやしに男が賭けた       | 野上龍雄          | 森一生   | 高品格、津山登志子、小池朝雄、林ゆたか                                                        |
| 第5話  | 親孝行なさけのかけ橋       | 中村努 直居欽哉   | 三隅研次 | 小峰千代子、常田富士男、上野山功一、長谷川弘、橘家円平、志賀勝、 小林勝彦、五味龍太郎、星十郎 |
| 第6話  | 米が仇の八百八町           | 東條正年          | 太田昭和 | 睦五郎、三条泰子、伊藤高、城所英夫、山本清、北町嘉朗                                          |
| 第7話  | 御祝儀 放免                | 高橋二三          | 三隅研次 | 花沢徳衛、須賀不二男、鈴木瑞穂、飯沼慧、小林伊津子、高橋仁、沖田駿一                          |
| 第8話  | 三途の川は空っ風           | 直居欽哉          | 太田昭和 | 赤座美代子、戸浦六宏、村松克巳、潮建志、岡部正純                                              |
| 第9話  | 罠にはまった中仙道         | 星川清司          | 大洲斎   | 大谷直子、河津清三郎、井上博一、八木喬、成瀬正孝                                              |
| 第10話 | 鬼より怖い奴がいた         | 岩元南            | 工藤栄一 | 川地民夫、垂水悟郎、柴田美保子、松丸登志乃、樋浦勉、南祐輔                                    |
| 第11話 | 男が泣いたわらべ唄         | 桜井康浩          | 森一生   | 富田仲次郎、剣持伴紀、三浦リカ、金井大、遠山欽、藤尾純、小池雄介                              |
| 第12話 | ぬれ手に油の三万両         | 中村努            | 黒田義之 | 河原崎建三、赤塚真人、今井健二、池田駿介、山西道広、中村俊男                                  |
| 第13話 | 鯉が命の子守唄             | 中村努            | 太田昭和 | 吉沢京子、名和宏、高野真二、谷口完、松井康子、牧冬吉、海野かつを                              |
| 第14話 | 鉄火肌 一番まとい          | 直居欽哉          | 黒田義之 | 林与一、本阿弥周子、竜崎一郎、田口計、小瀬格                                                  |
| 第15話 | 地獄に花をつみに行く       | 田口耕三          | 勝新太郎 | 緒形拳、村上冬樹、竹下景子、川口恒、山下雄大、大塚吾郎                                        |
| 第16話 | 夜明けに消えた男星         | 田口耕三          | 安田公義 | 石原裕次郎、富川澈夫、外山高士、須賀不二男、沖田駿一                                          |
| 第17話 | 火と燃えよ 恋のかよい路    | 尾中洋一          | 太田昭和 | 宇津宮雅代、高橋長英、江幡高志、西田良、石山雄大、志賀勝、灰地順                              |
| 第18話 | 雪に舞う女の絵草紙         | 尾中洋一 直居欽哉 | 太田昭和 | 十朱幸代、浜田寅彦、松山照夫、佐々木孝丸、林孝一、北見唯一、成瀬正孝                          |
| 第19話 | 見果てぬ夢の宝の山         | 中村努            | 斎藤武市 | 森本レオ、渡辺外久子、沼田曜一、花岡秀樹、下元年世                                            |
| 第20話 | おれとあいつの忘れがたみ   | 星川清司          | 工藤栄一 | 小沢栄太郎、蟹江敬三、守田学哉、丘夏子、武周暢、中村錦司、野上哲也                            |
| 第21話 | 妻恋い、母恋い風ひとつ     | 尾中洋一          | 太田昭和 | 藤村志保、清水綋治、中井啓輔、杉野公子、西山辰夫、香月京子                                    |
| 第22話 | 桃の節句に雪を見た         | 田口耕三          | 黒田義之 | 由美かおる、津川雅彦、中村公三郎、平井岐代子、原良子、溝田繁                                  |
| 第23話 | 真っ赤に咲いた想い花       | 星川清司          | 勝新太郎 | 范文雀、小俣真紀、石橋蓮司、富田浩太郎、勝部演之、奈三恭子、金井進二                          |
| 第24話 | 手玉にとられた鬼三匹       | 星川清司          | 安田公義 | 加賀まりこ、和田幾子、玉川伊佐男、成瀬昌彦、村田吉次郎                                        |
| 第25話 | 桜吹雪 江戸の夕映え        | 尾中洋一          | 勝新太郎 | 野川由美子、江見俊太郎、浅香春彦、市村昌治、椎谷健治                                          |
| 第26話 | 無頼 六道銭                | 直居欽哉 中村努   | 太田昭和 | 多々良純、水森亜土、長谷川弘、大橋一元、河野真由                                              |

## 放送局
特記の無い限り全て放送時間は 月曜 21:00 - 21:54、同時ネット。
- フジテレビ
- 北海道文化放送[3]
- 岩手放送：水曜 23:15 - 翌0:10[4]
- 秋田テレビ[5]
- 山形テレビ[6]
- 仙台放送[7]
- 福島テレビ[7]
- 新潟総合テレビ：日曜 14:15 - 15:10[8]
- 長野放送[9]
- 富山テレビ[10]
- 石川テレビ [10]
- 福井テレビ[10]
- 山梨放送：日曜 22:30 - 23:24[11]
- テレビ静岡[11]
- 東海テレビ[12]
- 関西テレビ[13]

- 山陰中央テレビ[14]
- テレビ岡山：日曜 14:30 - 15:24（当時は岡山県のみの県域局）[15]
- テレビ新広島[15]
- テレビ山口[16]
- 西日本放送：日曜 22:30 - 23:24（当時は香川県のみの県域局）[15]
- テレビ愛媛[16]
- 高知放送：金曜 22:00 - 22:54[16]
- テレビ西日本[17]
- サガテレビ[17]
- テレビ長崎[17]
- テレビ熊本[17]
- テレビ大分：土曜 22:30 - 23:24[16]
- テレビ宮崎[18]
- 鹿児島テレビ[18]
- 沖縄テレビ[19]

## 備考
- 実在する河内山宗俊（宗春）は文化文政時代の人物だが、本作の時代設定は後の天保年間で実在の宗春は本作の設定の時期は既に死去している（文政6年没）。

## 前後番組
| フジテレビ系 月曜21時台   | フジテレビ系 月曜21時台 | フジテレビ系 月曜21時台 |
| 前番組                    | 番組名                  | 次番組                  |
| ------------------------- | ----------------------- | ----------------------- |
| 小春ちゃん ※21:00 - 21:55 | 痛快!河内山宗俊         | 夫婦旅日記 さらば浪人   |